# Stepney

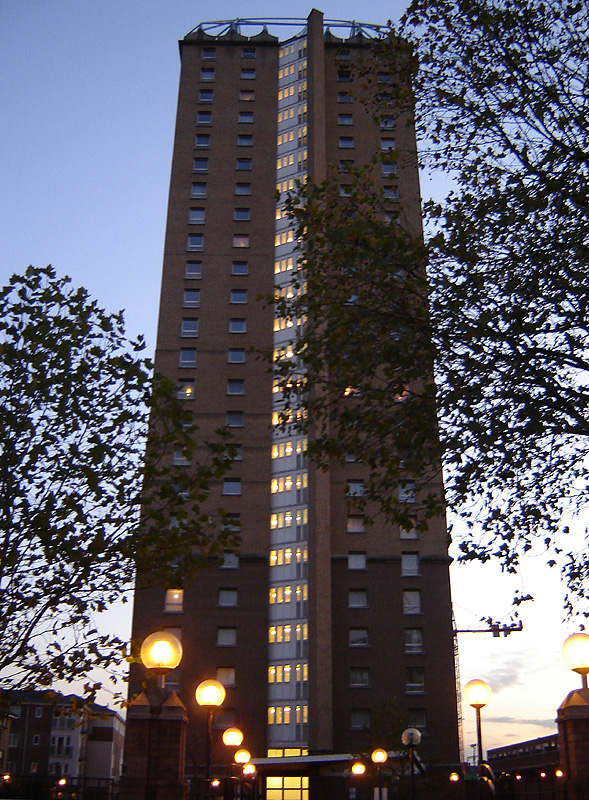
Winterton House in Stepney

Stepney ist ein Stadtteil Londons im Stadtbezirk London Borough of Tower Hamlets.
Der Stadtteil befindet sich rund 5,8 km nordöstlich von Charing Cross und gehört zum Londoner East End.
Das Gebiet besteht aus meist nach dem Zweiten Weltkrieg errichteten Mietshäusern in dichter Bebauung sowie einigen Straßen mit Reihenhäusern.
Die Commercial Road, Teil der A13, quert das Gebiet von Ost nach West. Dort findet sich unter anderem die denkmalgeschützte George Tavern. Die Anbindung an die London Underground erfolgt über die U-Bahn-Station Stepney Green.
Obwohl die nahegelegenen Gebiete Bow, Wapping, Limehouse, Ratcliff und Mile End alle gentrifiziert wurden, geschah dies in Stepney nicht.

## Geschichte
Stepney wurde im 1086 geschaffenen Reichsgrundbuch Domesday Book gelistet.
Die Kirche St. Dunstan’s aus dem Jahr 923 ist die älteste Kirche des Stadtteils; das heutige Gebäude stammt allerdings aus dem 15. Jahrhundert. Diese Kirche war bis zum 19. Jahrhundert für die Registrierung von Geburten, Hochzeiten und Todesfällen britischer Staatsbürger, die auf dem Meer stattgefunden hatten, verantwortlich.
Zu Anfang des 20. Jahrhunderts gehörte Stepney zu den Vierteln mit dem höchsten Anteil an Juden in England. Diese Rolle übernahm später Stamford Hill.
1911 kam es in Stepney zur Belagerung der Sidney Street, die auch „Schlacht von Stepney“ genannt wurde.
Im Jahre 1919 wurde der spätere britische Premierminister Clement Attlee Bürgermeister von Stepney.
Stepney, das schon über Jahrhunderte ein Einwanderergebiet war (Hugenotten, Iren, osteuropäische Juden), hat heute einen hohen Anteil (43 %) von bengalischstämmigen Einwohnern.

## Töchter und Söhne des Stadtteils
- Clive Allen (* 1961), englischer Fußballspieler
- Steven Berkoff (* 1937), britischer Dramatiker, Schauspieler und Regisseur
- Bernard Bresslaw (1934–1993), britischer Schauspieler
- Alma Cogan (1932–1966), britische Schlagersängerin
- Ashley Cole (* 1980), englischer Fußballspieler
- James Curry (* 1960), britischer römisch-katholischer Geistlicher, Weihbischof in Westminster
- Maxine Daniels (1930–2003), britische Jazzsängerin
- Barnett Freedman (1901–1958), Maler, Buchillustrator, Typograf, Lithograf und Designer
- George Innes (* 1938), Theater- und Filmschauspieler
- Bernard Kops (1926–2024), Dramatiker
- David Jones (* 1952), Politiker
- Emma Jones (1835–1894), neuseeländische Botanikerin, Autorin und Aquarellmalerin
- Kenney Jones (* 1948), britischer Musiker
- Richard Mead (1673–1754), Arzt, Medizinschriftsteller, Leibarzt von König Georg II. und Henry Pemberton
- John Moncur (* 1966), Fußballspieler
- Des O’Connor (1932–2020), britischer Entertainer und Sänger
- Andy Powell (* 1950), britischer Gitarrist, Gründungsmitglied der Rockband Wishbone Ash
- Darren Purse (* 1977), englischer Fußballspieler
- Fermin Rocker (1907–2004), englischer Maler, Grafiker und Illustrator
- Arnold Schwartzman (* 1936), Designer, Dokumentarfilmer und Oscar-Preisträger
- Terence Stamp (1938–2025), britischer Schauspieler
- Sid Tickridge (1923–1997), englischer Fußballspieler